# 志那街道
志那街道（しなかいどう）は、近江国（のちの滋賀県）を通る中山道の枝道の一つ。比叡山道とも。中山道・守山宿南端～志那港（現草津市志那）の約7kmをいう。琵琶湖対岸の坂本までの約3.5kmを含む場合もある。比叡山に物資を輸送する経路として主に中世に栄えた。織田信長による比叡山焼き討ち後は徐々に廃れ、江戸時代初期には琵琶湖対岸への渡航経路の中心が矢橋港へ向かう矢橋道に移り衰えた。周辺には現在も文化財が多い。

## 経路（通過する集落）
守山宿（野洲郡）→　金森　→　大門（栗太郡）→　長束　→　片岡　→　志那中　→　志那

## 周辺の文化財
- 蓮海寺（志那港跡）－木造地蔵菩薩像（重要文化財）
- 宗鑑屋敷跡－山崎宗鑑の屋敷跡。
- 志那神社－本殿（重要文化財）、木造普賢菩薩坐像（市指定有形文化財）
- 三大神社－石灯籠（重要文化財）
- 印岐志呂神社－本殿（市指定有形文化財）
- 芦浦観音寺（国の史跡）－阿弥陀堂・書院（重要文化財）
- 金森御坊-懸所宝塔（重要文化財）